# Trophée mondial de course en montagne 2001
Navigation
2000 2002
Le Trophée mondial de course en montagne 2001 est une compétition de course en montagne qui s'est déroulée le 16 septembre 2001 à Arta Terme dans le Frioul-Vénétie Julienne en Italie. Il s'agit de la dix-septième édition de l'épreuve.

## Résultats
La course féminine junior a lieu sur un parcours de 5,41 km et 325 m de dénivelé. Troisième l'année passée, la Suissesse Lea Vetsch domine la course et s'impose. La Néo-Zélandaise Sarah Devoy lutte pour la deuxième place avec la Polonaise Agnieszka Stafa et parvient à décrocher l'argent pour une seconde,.
Le parcours de la course masculine junior mesure 8,55 km pour 590 m de dénivelé. Déjà deux fois médaillé d'argent, l'Autrichien Florian Heinzle se retrouve à la lutte avec les Italiens. Parvenant à s'immiscer dans le groupe, il se retrouve derrière Stefano Scaini qui décroche le titre et remporte sa troisième médaille d'argent. Davide Spini complète le podium,.
L'épreuve féminine senior se déroule sur le même parcours que celui des juniors masculins. Présente en Europe pour participer au Grand Prix WMRA, la Néo-Zélandaise Melissa Moon enchaîne les bonnes performances en décrochant la deuxième place au Challenge Stellina et la victoire au Kitzbüheler Horn. Prenant le départ en tant que favorite, elle mène les débats du début à la fin pour remporter son premier titre. Anna Pichrtová et Izabela Zatorska restent dans ses talons mais ne parviennent pas à la doubler et complètent le podium. Avec des résultats très diversifiés comprenant pas moins de treize nationalités différentes dans le top 20, c'est l'Italie qui remporte le classement par équipes devant la Pologne et l'Autriche,.
Le tracé de l'épreuve senior masculine mesure 12,96 km pour 949 m de dénivelé. Annoncé comme favori sur ce parcours en montée et descente, l'Italien Marco De Gasperi confirme les pronostics en menant la course. Il voit cependant son compatriote Emanuele Manzi effectuer la course dans ses talons et le menace pour la victoire. Marco s'impose finalement pour trois secondes et remporte son troisième titre. L'Anglais Billy Burns complète le podium. L'Italie remporte une nouvelle fois le classement par équipes. La France et l'Angleterre complètent le podium,.

### Seniors

#### Courses individuelles
| Rang               | Athlète          | Pays             | Temps          |
| ------------------ | ---------------- | ---------------- | -------------- |
| Médaille d'or      | Marco De Gasperi | Italie           | 1 h 1 min 5 s  |
| Médaille d'argent  | Emanuele Manzi   | Italie           | 1 h 1 min 8 s  |
| Médaille de bronze | Billy Burns      | Angleterre       | 1 h 1 min 21 s |
| 4                  | Alexis Gex-Fabry | Suisse           | 1 h 1 min 54 s |
| 5                  | Lucio Fregona    | Italie           | 1 h 2 min 4 s  |
| 6                  | Phil Costley     | Nouvelle-Zélande | 1 h 2 min 29 s |
| 7                  | Thierry Breuil   | France           | 1 h 2 min 54 s |
| 8                  | Paulo Gonçalves  | Portugal         | 1 h 3 min 23 s |

| Rang               | Athlète             | Pays               | Temps       |
| ------------------ | ------------------- | ------------------ | ----------- |
| Médaille d'or      | Melissa Moon        | Nouvelle-Zélande   | 38 min 2 s  |
| Médaille d'argent  | Anna Pichrtová      | République tchèque | 38 min 17 s |
| Médaille de bronze | Izabela Zatorska    | Pologne            | 38 min 50 s |
| 4                  | Svetlana Demidenko  | Russie             | 38 min 57 s |
| 5                  | Angela Mudge        | Écosse             | 39 min 28 s |
| 6                  | Andrea Mayr         | Autriche           | 40 min 4 s  |
| 7                  | Ľudmila Melicherová | Slovaquie          | 40 min 7 s  |
| 8                  | Cornelia Heinzle    | Autriche           | 40 min 7 s  |

#### Courses par équipes
| Rang               | Pays | Points |
| ------------------ | --- | ------ |
| Médaille d'or      | Italie Marco De Gasperi (1er) Emanuele Manzi (2e) Lucio Fregona (5e) Alessio Rinaldi (11e) Antonio Molinari (16e) Andrea Agostini (18e)         | 19     |
| Médaille d'argent  | France Thierry Breuil (7e) Gil Besseyre (9e) Jean-Christophe Dupont (10e) Sylvain Richard (13e) Raymond Fontaine (15e) Guillaume Fontaine (22e) | 39     |
| Médaille de bronze | Angleterre Billy Burns (3e) John Brown (27e) John Taylor (30e) Martin Cox (44e) Rob Hope (62e)                                                  | 104    |

| Rang               | Pays | Points |
| ------------------ | --- | ------ |
| Médaille d'or      | Italie Rosita Rota Gelpi (10e) Pierangela Baronchelli (12e) Flavia Gaviglio (16e) Daniela Spilotti (20e) | 38     |
| Médaille d'argent  | Pologne Izabela Zatorska (3e) Irena Czuta-Pakosz (15e) Alicja Jeż (23e) Barbara Twardochleb (48e)        | 41     |
| Médaille de bronze | Autriche Andrea Mayr (6e) Cornelia Heinzle (8e) Elisabeth Singer (36e) Karoline Käfer (56e)              | 50     |

### Juniors

#### Courses individuelles
| Rang               | Athlète         | Pays     | Temps       |
| ------------------ | --------------- | -------- | ----------- |
| Médaille d'or      | Stefano Scaini  | Italie   | 34 min 21 s |
| Médaille d'argent  | Florian Heinzle | Autriche | 34 min 52 s |
| Médaille de bronze | Davide Spini    | Italie   | 35 min 58 s |

| Rang               | Athlète         | Pays             | Temps       |
| ------------------ | --------------- | ---------------- | ----------- |
| Médaille d'or      | Lea Vetsch      | Suisse           | 27 min 25 s |
| Médaille d'argent  | Sarah Devoy     | Nouvelle-Zélande | 27 min 36 s |
| Médaille de bronze | Agnieszka Stafa | Pologne          | 27 min 37 s |

#### Courses par équipes
| Rang               | Pays                                                                                       | Points |
| ------------------ | ------------------------------------------------------------------------------------------ | ------ |
| Médaille d'or      | Italie Stefano Scaini (1er) Davide Spini (3e) Marco Rinaldi (6e) Mirko Rosina (31e)        | 10     |
| Médaille d'argent  | Pologne Henryk Szost (4e) Tomasz Brzeski (7e) Andrzej Lachowski (28e) Bartłomiej Kuś (32e) | 39     |
| Médaille de bronze | Slovénie Mitja Kosovelj (9e) Peter Lamovec (16e) Peter Kastelic (20e) Matic Mlinar (34e)   | 45     |

| Rang               | Pays                                                                     | Points |
| ------------------ | ------------------------------------------------------------------------ | ------ |
| Médaille d'or      | Pologne Agnieszka Stafa (3e) Małgorzata Górska (5e) Anna Wójtowicz (15e) | 8      |
| Médaille d'argent  | Italie Elisa Desco (4e) Valeria Marinoni (7e) Michela Beltrando (10e)    | 11     |
| Médaille de bronze | Nouvelle-Zélande Sarah Devoy (2e) Jane Nalder (16e) Lucy Cant (25e)      | 18     |